# Spoorlijn Essen-Vogelheim - Essen-Altenessen Rheinisch
De spoorlijn Essen-Vogelheim - Essen-Altenessen Rheinisch was een Duitse spoorlijn en was als spoorlijn 2254 onder beheer van DB Netze.

## Geschiedenis
Het traject werd door de Preußische Staatseisenbahnen geopend op 19 januari 1898. In 1987 is de lijn gesloten en opgebroken.

## Aansluitingen
In de volgende plaatsen was er een aansluiting op de volgende spoorlijnen:
Essen-Vogelheim
DB 2253, spoorlijn tussen Essen-Katernberg Nord en Oberhausen-Osterfeld Süd
Essen-Altenessen Rheinisch
DB 7, spoorlijn tussen Spoorlijn Essen-Altendorf en Essen-Altenessen Rheinisch
DB 2255, spoorlijn tussen Essen-Altenessen Rheinisch en Essen-Altenessen
lijn tussen Essen-Altenessen Rheinisch en Gelsenkirchen-Horst Nord